# Schlössle Höfen

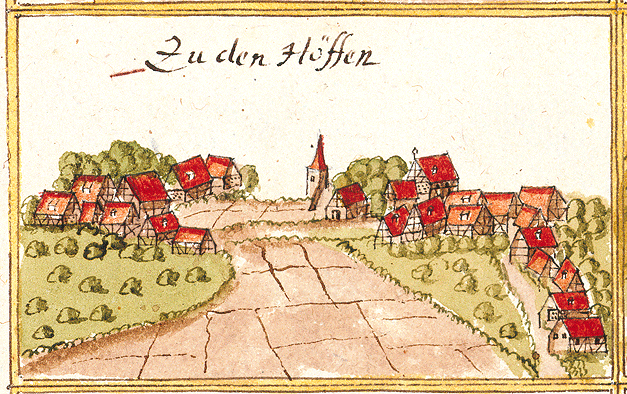
Der Höfener Adelssitz in der Mitte bei dem Türmchen (Ansicht aus dem 17. Jahrhundert)

Das Schlössle von Höfen ist ein ehemaliges, kleines Schlösschen in dem Dorf Höfen, einem Ortsteil der Stadt Winnenden im baden-württembergischen Rems-Murr-Kreis. Das Anwesen (Eckehardtstraße 26) ist in Privatbesitz und kann nicht besichtigt werden.

## Beschreibung und Geschichte

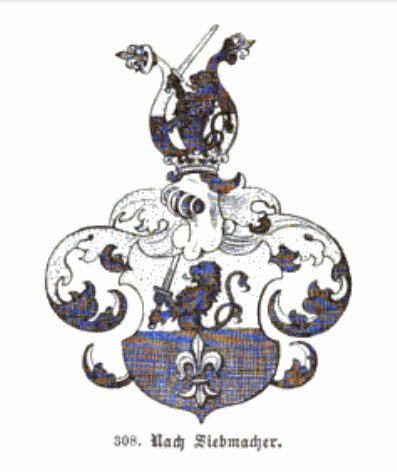
Wappen der Breitschwert von Buchenbach

Das stattliche, zweistöckige, verputzte Fachwerk-Giebelhaus wurde um das Jahr 1600 errichtet und ist der letzte Rest einer größeren herrschaftlichen Hofanlage. Das Gebäude wurde mehrfach umgebaut und modernisiert. Erhalten blieb ein schönes, kielbogiges Sandstein-Portal mit Verzierungen (Tierköpfen), allerdings ohne Wappen. Ursprünglich war das Anwesen auch von einer Mauer umgeben, die jedoch abgebrochen wurde. Zu der Mauer gehörte auch ein Torhaus, das 1778 aufgestockt und zu einem Uhrturm umgewandelt wurde.
Im Jahre 1695 war das Schlössle im Besitz des Johann Wilhelm Breitschwert von Buchenbach. Die Breitschwert saßen auf dem Herrenhaus Buchenbachhof und gehörten dem Ritterkanton Kocher an. 1770 wurde das Schlössle von dem württembergischen Hauptmann von Kohllöffel gekauft. Der Offizier behielt das Schlösschen jedoch nicht lange. Bereits 1776 veräußerte von Kohllöffel das Anwesen an Georg David Hilt weiter. 1788 wurde Hilt Schultheiß von Höfen und blieb im Amt bis 1808.